# Malakoff – Rue Étienne Dolet
Malakoff - Rue Etienne Dolet - stacja linii nr 13 metra  w Paryżu. Stacja znajduje się w gminie Malakoff. Została otwarta 9 listopada 1976.